# Rose spezzate
Rose spezzate è un singolo della cantante italiana Anna Tatangelo, pubblicato il 30 gennaio 2009 come secondo estratto dal quarto album in studio Nel mondo delle donne.

## Descrizione
Composto nel testo e nella musica da Enzo Rossi, il testo tratta il drammatico tema delle violenze sessuali che molte donne, nella realtà contemporanea, sono costrette a subire. Con questo singolo l'artista si unisce all'associazione Doppia difesa di Michelle Hunziker e Giulia Bongiorno, dichiarando di voler devolvere i ricavati derivanti dal download del brano alla suddetta fondazione.

## Video musicale
Il brano è accompagnato da un videoclip girato da Cosimo Alemà che è stato trasmesso a partire dal 16 febbraio 2009.

## Formazione
- Anna Tatangelo - voce
- Enzo Rossi - tastiera, programmazione
- Maurizio Fiordiliso - chitarra elettrica
- Claudio Olimpio - chitarra acustica
- Cesare Chiodo - basso
- Alfredo Golino - batteria
- Rosario Jermano - percussioni